# Tir de fusillade

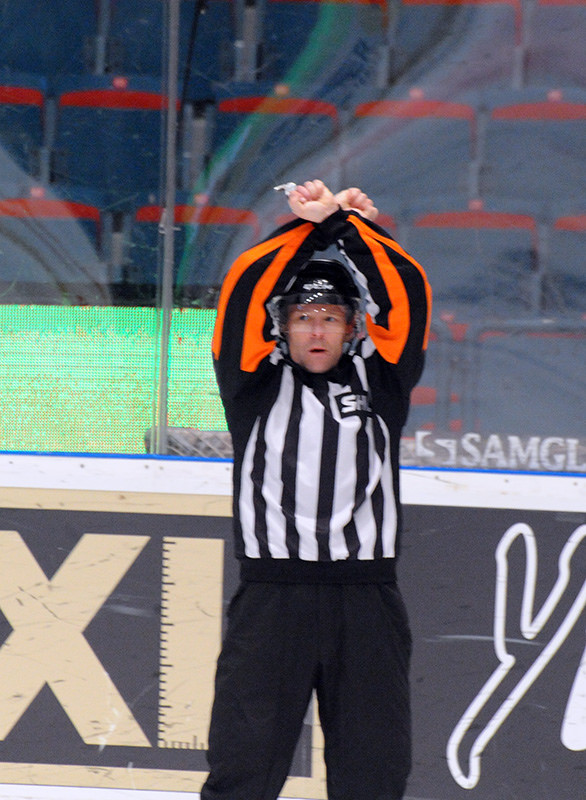
Arbitre montrant le signal d'un tir de fusillade

Un tir de fusillade ou tir de pénalité est une sanction au hockey sur glace.
Elle est accordée quand une équipe perd une réelle occasion de but parce qu'une faute a été commise par un adversaire. On donne à un joueur l'occasion de marquer un but sans aucune opposition défensive si ce n'est le gardien de but adverse. Le joueur de hockey peut se déplacer avec la rondelle (palet) avant de tirer, mais il doit toujours aller en direction du filet.

## Règlement
Les tirs de pénalité sont le plus souvent sifflés quand un joueur est stoppé irrégulièrement par derrière alors qu'il a une réelle occasion de marquer, lors d'une contre-attaque. Les autres fautes qui résultent en un tir de fusillade sont :
- Lancer la crosse ou tout autre objet sur le palet ou sur le joueur en possession de celui-ci, lorsque la faute est commise dans la zone de défense.
- Déplacer délibérément la cage pour éviter de prendre un but durant les deux dernières minutes de jeu, durant les prolongations, ou en tous temps lorsqu'un adversaire est en possession du palet, qu'aucun joueur ne se trouve entre lui et le gardien adverse et qu'il a une chance raisonnable de marquer[1].
- Cacher ou jouer la rondelle avec la main dans la zone du gardien
- Remplacer délibérément, c'est-à-dire avec la porte du banc des joueurs fermée, dans le but de provoquer un arrêt de jeu, un joueur de façon irrégulière (surnombre), lorsque la faute a lieu dans les deux dernières minutes du temps réglementaire ou en tout temps lors des prolongations[2]. En LNH s'ajoute le cas où la pénalité ne pourrait pas être purgée car l'équipe fautive compte déjà deux joueurs pénalisés[3].
- Gardien de but retirant volontairement son casque (masque)

De plus, si un tir de pénalité doit être sifflé alors que l'équipe pénalisée a remplacé son gardien par un joueur de champ supplémentaire, le but est directement accordé, en lieu et place du tir.
Quand un tir de fusillade est sifflé, l'arbitre le signale en croisant ses poignets au-dessus de sa tête.

## Procédure
Pour procéder à un tir de pénalité, le palet est placé sur le point central de la patinoire alors que le gardien de but doit rester sur sa ligne de but. Au coup de sifflet de l'arbitre, l'attaquant peut prendre le contrôle de la rondelle et essayer de marquer. Une fois le palet touché par l'attaquant, le gardien peut quitter sa ligne de but pour une meilleure position, notamment pour fermer l'angle de tir à l'attaquant. L'attaquant ne peut prendre qu'un seul tir et une fois que la rondelle a franchi la ligne de but, le tir de fusillade est considéré comme terminé. Lors d'un tir de pénalité, le palet doit toujours avancer en direction de la cage et ne peut jamais reculer. Le jeu est immédiatement arrêté après un tir de fusillade. En cas de but l'engagement a lieu au centre de la patinoire, en cas de tir infructueux, l'engagement a lieu dans la zone où le tir a été effectué.
Dans la Ligue nationale de hockey, un tir de fusillade est également considéré comme effectué si l'attaquant ne prend pas le tir dans les dix secondes après le coup de sifflet de l'arbitre.

## Tactiques
Souvent, les joueurs essaient de « contourner-dribbler » le gardien pour marquer. D'autres joueurs tirent simplement vite face au gardien, comptant sur la vitesse de leur tir pour marquer.

## Tirs de barrage
Lorsque deux équipes sont toujours à égalité après les prolongations, afin de désigner un vainqueur, on les départage avec une séance de tirs de pénalité, appelée « tirs de barrage » au Québec, « tirs au but » en Europe.

## Historique
La création des tirs de pénalité date de 1934. À l'époque, la procédure varie quelque peu, l'attaquant n'ayant pas le droit de dépasser la ligne bleue.